# Роберт ван Хюлик
Роберт Ханс ван Хюлик (на нидерландски: Robert Hans van Gulik) е нидерландски ориенталист, китаист, дипломат и писател.
Става световноизвестен благодарение на поредицата исторически криминални произведения за съдията Ди, който правораздава в средновековен Китай през VII век, по време на управлението на династията Тан.
На нидерландски език името се произнася „Роберт фан Хюлик“, но през 1987 г. издателство Народна култура го публикува за първи път в България като Роберт ван Хюлик, а през 1990-те и 2000-те години и Книгоиздателска къща „Труд“ транскрибира името през английски като Робърт ван Хюлик.

## Биография
Роберт Ханс ван Хюлик е роден на 9 август 1910 г. в гр. Цутфен в провинция Гелдерланд, в семейството на военен лекар, служещ в колониалната администрация. До 12-годишна възраст Роберт ван Хюлик живее с родителите си на остров Ява, където научава говоримо малайски, явански и китайски език. През 1922 г. се завръща в Нидерландия и завършва гимназия в Неймеген, като допълнително изучава санскрит и езици на американски индианци. Продължава да се занимава и с класически китайски език.
Първите научни работи на Роберт ван Гулика са публикувани през 1928 г., преди постъпването му в университета. Те са посветени на китайската поезия, но никой от преводите му на китайска поезия не е публикуван. През 1934 г. започва работа в Лайденския университет, където се занимава с китайски и японски език. През 1934 г. защитава в Утрехт докторска дисертация.
През 1935 г. започва работа към нидерландското Министерство на външните работи. Назначен е за секретар на посолството на страната в Токио. Там не забравя и научните си интереси – изучава калиграфия и китайска лютня. Става член на научния съвет на Софийския католически институт в Токио и основава списанието „Monumenta Nipponica“.
През 1942 г. се евакуира в Китай, където служи като секретар в нидерландската дипломатическа мисия в Чунцин. Там подготвя за издаване сборник с произведенията на монаха Дун-Гао. През 1944 г. се жени за Шуей Шъфан, дъщеря на китайски мандарин (висш чиновник в императорския двор по времето на династията Цин), с която имат 4 деца.
През 1945 г. Роберт ван Хюлик е отзован и се връща в Лайденския университет. През 1947 г. става секретар в посолството на Нидерландия във Вашингтон (САЩ), а през 1948 г. е командирован във военната мисия в Токио. По онова време се увлича от средновековното китайско съдопроизводство и криминални романи.
През 1949 г. в Токио превежда от китайски и публикува в малък тираж типично произведение от този жанр, състоящо се от 3 епизода и озаглавено „Ди Гунан“ („Съдебните дела на Ди“), чрез които западният читател за първи път се запознава с името и подвизите на героя Ди Жъндзие на традиционния китайски „съдебен“ роман. Следващата година решава сам да започне да пише романи, макар да няма никакъв опит в областта на художествената проза. Намерението му е да покаже на китайския и японския читател колко по-висока стойност имат традиционните им творби в сравнение с преводните западни криминални романи, продавани по сергиите на Токио и Шанхай. През 1951 г. издава в Токио албума „Еротични гравюри от епохата Мин“.
През 1951 г. Роберт ван Хюлик е преместен в Делхи, Индия, където се занимава с индология и преводи на поезията на Калидаса, а също така публикува и монография за тайнописа „сиддхам“ (Siddham: An Essay on the History of Sanskrit Studies in China and Japan. Nagpur, 1956).
През 1953 г. е назначен за пълномощен представител на Нидерландия в Близкия изток със седалище в Бейрут. Там изучава арабски език и литература. По същото време написва „Китайското изкуство през очите на познавача“ (издадена в Рим през 1958 г.) и превежда китайски учебник по юриспруденция от XIII в., в който се разглеждат 144 дела, много от които стават основа за сюжетите на неговите криминални произведения.
През 1959 г. Роберт ван Хюлик става посланик на Нидерландия в Куала Лумпур (Малайзия). Там интереса му предизвикват гибоните и през 1967 г. публикува есето „Гибонът в Китай“. През 1961 г. в Нидерландия излиза фундаменталната му монография „Сексуалният живот в Древен Китай“.
През 1963 г. се връща в Нидерландия и работи в Министерството на външните работи. През 1965 г. е назначен за посланик в Япония и Южна Корея.
Роберт ван Хюлик умира от рак на белите дробове в Хага на 24 септември 1967 г.